# Église du Sacré-Cœur de l'Ermite
Pour les articles homonymes, voir Église du Sacré-Cœur et Ermite (homonymie).
Ne doit pas être confondu avec Chapelle de l'Ermite.
L'église du Sacré-Cœur de l'Ermite, sise à Braine-l'Alleud en Belgique, le long de la chaussée d'Alsemberg, est dédiée au Sacré-Cœur. Elle fut élevée à la fin du XIXe siècle et restaurée dans la seconde moitié du XXe siècle.

## Anecdote
Monseigneur Mercier, né à Braine-l'Alleud, y possédait une maison de campagne à proximité. Le 8 février 1906, il vint y réciter un Miserere à l'annonce de son élévation au siège de l'évêché de Malines.